# Angelina Jolie
Angelina Jolie (născută Angelina Jolie Voight, n. 4 iunie 1975, Los Angeles, California, SUA) este o actriță și regizoare de film americană; laureată a unui Premiu Oscar, trei Premii Globul de Aur și două Screen Actors Guild Awards. A fost numită de către Forbes cea mai bine plătită actriță de la Hollywood în 2009, 2011, și 2013. Viața ei fiind pentru moment una din cele mai mediatizate. A fost numită „cea mai frumoasă femeie din lume” de reviste ca Vogue, People și Vanity Fair, iar Esquire, FHM și Empire au numit-o „cea mai sexy femeie în viață”.
Debutul ei pe micile ecrane a avut loc în copilărie, alături de tatăl ei Jon Voight, în filmul Lookin' to Get Out (1982), dar cariera ei de actriță a început abia zece ani mai târziu, în producția cu buget redus Cyborg 2 (1993). Primul ei rol de succes a fost în filmul Hackers (1995). De asemenea a jucat în George Wallace (1997), un film biografic în jurul căruia au avut loc multe controverse. Mai târziu a jucat în Gia (1998), și a obținut un premiul Oscar pentru cea mai bună actriță într-un rol secundar pentru drama Girl, Interrupted (1999). Jolie a câștigat faima internațională datorită rolulului eroinei de jocuri video Lara Croft în filmul Lara Croft: Tomb Raider (2001) și apoi Lara Croft Tomb Raider: The Cradle of Life (2003). Și-a continuat cariera de star de filme de acțiune  cu Mr. & Mrs. Smith (2005), Wanted (2008) și Salt (2010), și a primit aprecere critică pentru performanța sa în dramele A Mighty Heart (2007) și Changeling (2008).
Divorțată de actorii Jonny Lee Miller și Billy Bob Thornton, acum este căsătorită cu actorul Brad Pitt, acest cuplu atrăgând atenția întregii lumi. Jolie și Pitt au împreună șase copii, dintre care trei copii biologici - Shiloh, Vivienne Marchelline și Knox Leon, și trei adoptați: Maddox, Pax, și Zahara. Jolie susține cauze umanitare în toată lumea și în calitate de Ambasador al Bunăvoinței (în engleză Goodwill Ambassador) pentru Organizația UNHCR, sprijinind mult refugiații.

## Primii ani

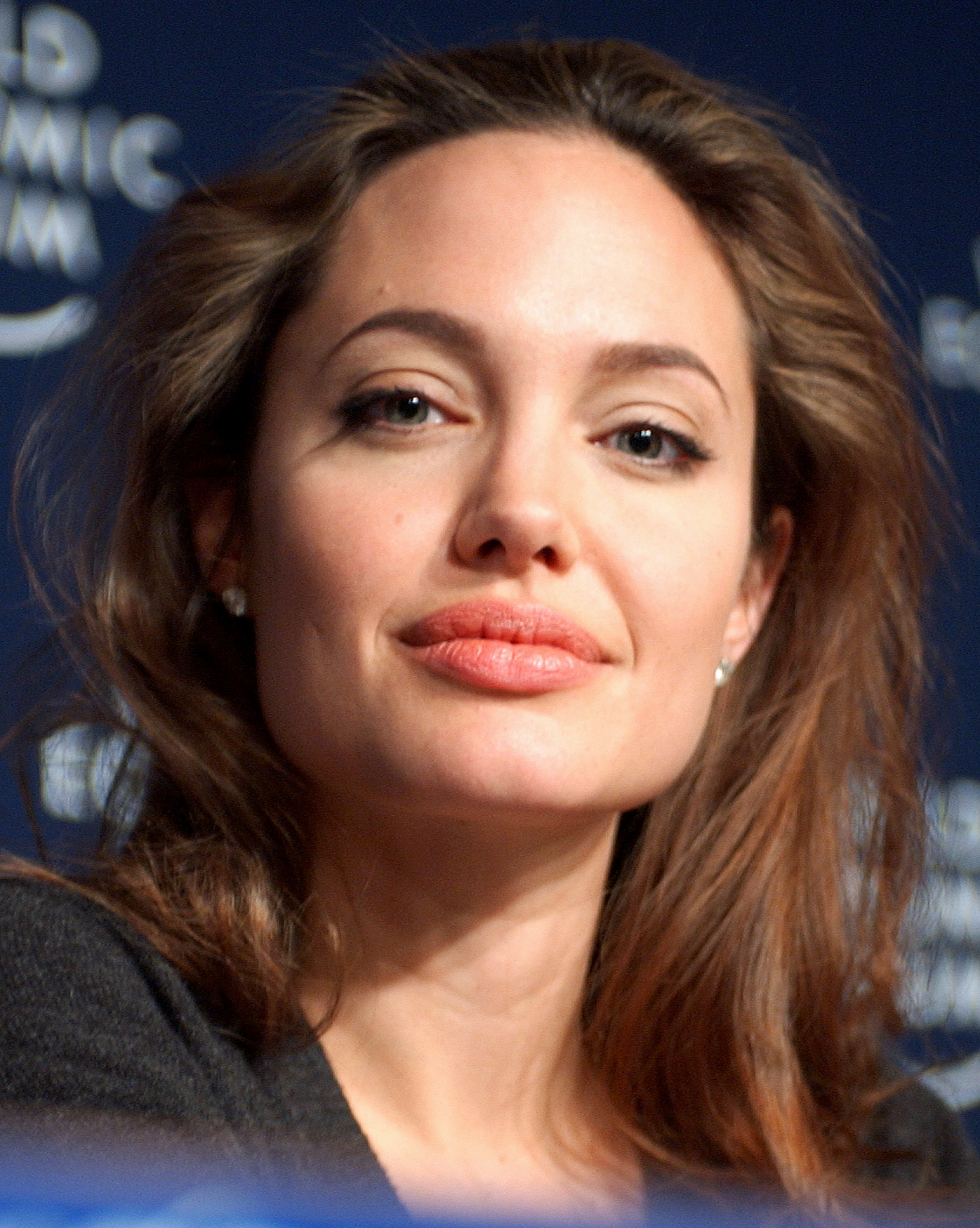
Angelina Jolie la Davos, în ianuarie 2005

Născută în Los Angeles, California, Angelina Jolie este fiica actorilor Jon Voight și Marcheline Bertrand. Este sora actorului James Haven și nepoata cantautoarei Chip Taylor. Nașii săi sunt actorii Jacqueline Bisset și Maximilian Schell. Pe linia tatălui, Jolie are rădăcini germane și slovace, iar pe linia mamei, primar rădăcini franco-canadiene, olandeze și germane. Ca și mama sa, Jolie a spus că este parte a Iroquois, deși unicul său strămoș indigen cunoscut era un huron din secolul al XVII-lea.
După despărțirea părinților săi în 1976, Angelina Jolie și fratele ei au trăit cu mama lor, care a abandonat actoria pentru a se focusa pe creșterea copiilor. În copilărie, ea adesea privea filme cu mama sa și astfel i-a apărut interesul față de actorie, iar la vârsta de cinci ani deja a făcut parte din distribuția fimulului tatălui său Lookin' to Get Out (1982). Când Jolie avea șase ani, mama sa și partnerul său, cineastul Bill Day, s-au mutat cu traiul în Palisades, New York; iar peste cinci ani s-au reîntors la Los Angeles. Jolie a decis atunci că vrea să devină actriță și s-a înscris la Lee Strasberg Theatre Institute, unde a urmat cursuri timp de doi ani și a apărut în câteva producții de scenă.
Jolie a intrat la Beverly Hills High School, unde se simțea izolată printre copiii unor familii înstărite din zonă, întrucât mama sa avea venituri mult mai modeste. Ea a fost tachinată de către alți elevi, pentru că era foarte slabă și purta ochelari și aparat dentar. Încercările ei timpurii de a intra în lumea modeling-ului, la insistența mamei sale, s-au soldat fără succes. Atunci ea s-a transferat la Moreno High School, o școală alternativă, unde a devenit un "outsider punk", purtând haine negre complet, dansând moshing și experimentând cu boyfriend-ul său jocul de lame/cuțite (BDSM). Ea a renunțat la cursurile de actorie și începea să aspire să devină director funerar, luând la domociliu cursuri de îmbălsămare. La vârsta de 16 ani, după ce s-a rupt relația, Jolie a terminat liceul și a închiriat un apartament propriu, înainte de a reveni la studii teatrale, deși în 2004 s-a referit la această perioadă cu observația, "Sunt în inimă — și mereu voi fi — doar un copil punk cu tatuaje."
Ca adolescent, Angelinei i-a fost greu să se conecteze emoțional cu alte persoane și în rezultat ea se autoflagela, comentând mai târziu: „Din anumite motive, ritualul de a mă tăia și a simți durerea, a mă simți vie probabil, simțind un fel de ușurare, a fost ceva terapeutic pentru mine.” De asemenea, ea mereu lupta cu insomnia și tulburări de alimentație, și a început să experimenteze cu drogurile; la 20 de ani folosind deja „aproape fiecare drog posibil”, în particular heroina. Jolie suferea episoade de depresie și de două ori și-a pus în plan să comită suicid — la vârsta de 19 și apoi la 22 de ani, ea atunci încercând să angajeze un asasin pentru a o ucide. La vârsta de 24 de ani, ea a avut parte de o criză de nervi și a fost internată pentru 72 de ore în secția de psihiatrie de la Ronald Reagan UCLA Medical Center. Doi ani mai târziu, după adoptarea primului copil, Jolie și-a găsit liniștea în viața sa.

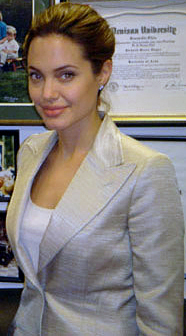
Angelina Jolie

Angelina Jolie a avut o relație disfuncțională cu tatăl ei pe tot parcursul vieții, care a început când Voight a părăsit familia pe când fiica sa (Angelina) avea mai puțin de un an. Ea a spus că, de atunci timpul lor petrecut împreună a fost sporadic, și, de obicei efectuat în fața presei. Ei s-au împăcat atunci când au apărut împreună în Lara Croft: Tomb Raider (2001), dar relația dintre ei s-a deteriorat din nou. Jolie s-a adresat în instanță să-i fie legal înlăturat numele de familie "Voight" în favoarea numelui său secund, pe care ea de mult timp îl folosea ca nume de scenă; schimbarea numelui a fost efectuată pe 12 septembrie 2002. Voight a avut o ieșire publică atunci referitor la înstrăinarea lor, în timpul unei apariții la Access Hollywood, în care a spus că Jolie are „serioase probleme mintale”. Către acel moment, mama și fratele Angelinei de asemenea au rupt orice contact cu Voight. Ei nu au vorbit timp de șase ani și jumătate, dar au început să restabilească relația după moartea lui Bertrand de cancer ovarian pe 27 ianuarie 2007, iar peste trei ani împăcarea lor a fost făcută publică.

## Viața personală

### Relații și mariaje
Jolie a avut un prieten serios timp de doi ani, de la vârsta de 14 ani. Mama sa le-a permis să locuiască împreună în casa sa. Ea a comparat relația cu un mariaj după intensitatea sa emoțională și a spus că despărțirea a obligat-o să se dedice carierei de actriță la vârsta de 16 ani.
În timpul filmărilor pentru Hackers (1995), Jolie a avut o idilă cu actorul britanic Jonny Lee Miller, prima sa dragoste după relația din fragedă adolescență. Ei nu au mai fost împreună câteva luni bune după terminarea producției, dar ulterior, s-au reunit și căsătorit pe 28 martie 1996. La nunta lor, Angelina a fost îmbrăcată în pantaloni de cauciuc negru și într-un tricou alb, pe care era scris numele mirelui cu sângele ei. Jolie și Miller s-au separat în septembrie 1997 și au divorțat pe 3 februarie 1999. Ei au rămas în relații bune și, mai târziu, Jolie a explicat, "Totul se rezumă la timp. Cred că el e cel mai bun soț pe care o fată și-l putea dori. O să-l iubesc mereu; pur și simplu am fost prea tineri."
Jolie a început o relație cu fotomodelul și actrița Jenny Shimizu, la filmările pentru Foxfire (1996). Ea a spus mai târziu, "Probabil m-aș fi căsătorit cu Jenny dacă nu m-aș fi căsătorit cu soțul meu. M-am îndrăgostit de ea din prima secundă în care am văzut-o." Conform lui Shimizu, relația lor a durat mulți ani și a continuat și în timp ce Jolie avea idile romantice cu alte persoane, teminându-se în 2005. În 2003, fiind întrebată dacă este bisexuală, Jolie a răspuns: "Desigur. Dacă m-aș îndrăgosti de o femeie mâine, aș crede că este OK să vreau să o sărut și să o ating. Dacă m-aș îndrăgosti? Absolut! Da!"

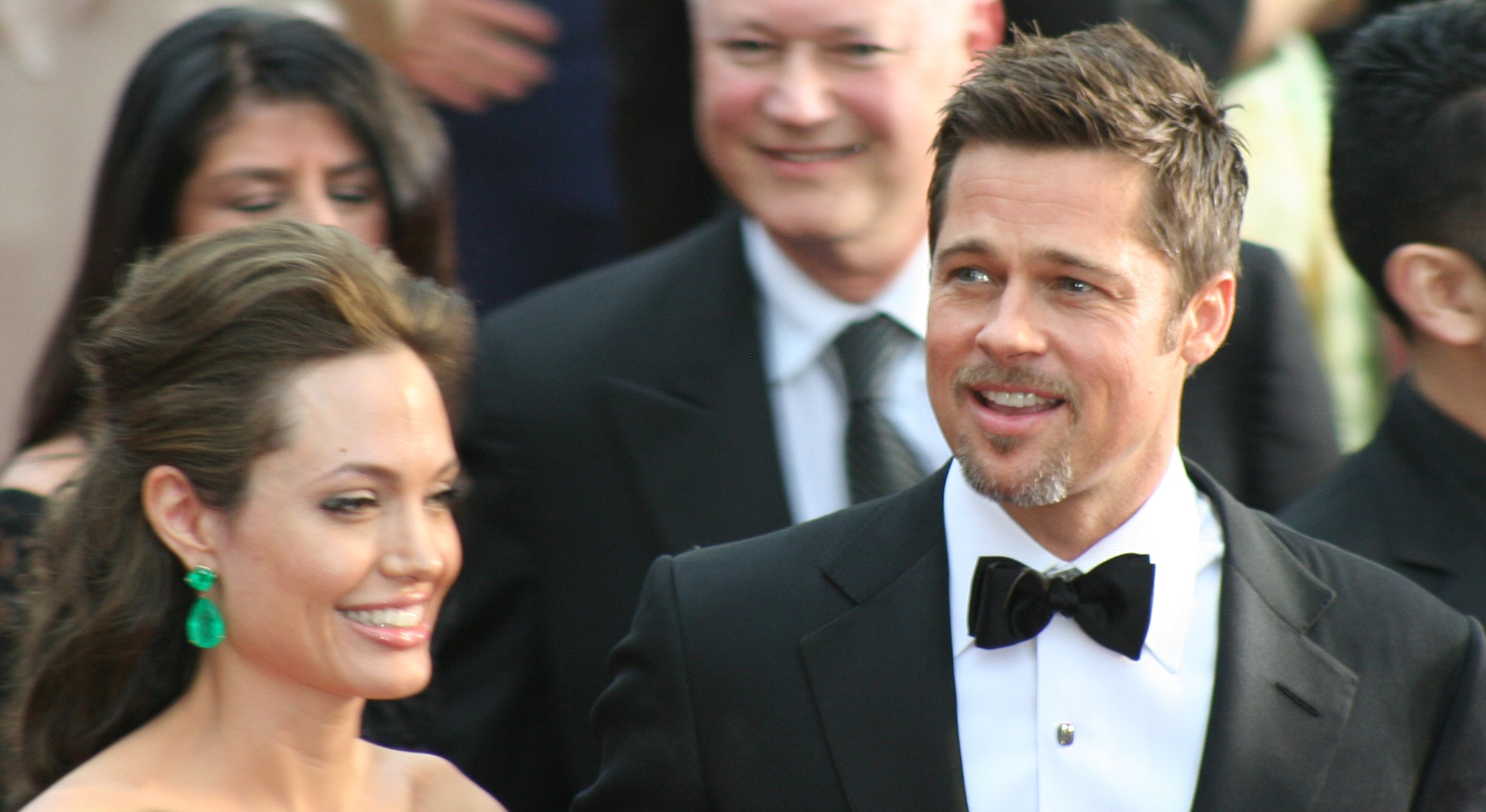
Jolie și partenerul său, Brad Pitt, la Premiile Oscar 2009

După o curtare de două luni, Jolie s-a căsătorit cu actorul Billy Bob Thornton, pe 5 mai 2000, în Las Vegas. Ei s-au întâlnit la filmările pentru Pushing Tin (1999), dar nu au început o relație la acel moment întrucât Thornton era logodit cu actrița Laura Dern, iar Jolie era într-o relație cu actorul Timothy Hutton, co-starul din Playing God (1997). Jolie și Thornton au anunțat adopția unui copil din Cambodgia în martie 2002, dar brusc s-au separat peste trei luni. Divorțul lor s-a finalizat pe 27 mai 2003.
La începutul lui 2005, Jolie a fost implicată într-un scandal de Hollywood puternic mediatizat, fiind acuzată că este cauza divorțului actorilor Brad Pitt și Jennifer Aniston. S-a presupus că ea și Pitt ar fi început o idilă în timpul filmărilor pentru Mr. & Mrs. Smith (2005). Jolie a declarat în mai multe rânduri că acest lucru nu este adevărat, dar a mai spus că „se simțea îndrăgostită” la filmări; apoi, ea a explicat în 2005: „Să am o relație intimă cu un bărbat căsătorit, atunci când chiar tatăl meu a înșelat-o pe mama mea, nu este ceva ce aș putea ierta. Nu m-aș fi putut uita la mine în dimineața următoare după ce aș fi făcut asta. Nu aș fi fost atrasă de un bărbat care și-ar înșela soția sa.” Jolie și Pitt nu au comentat public natura relației lor până în ianuarie 2006, atunci când Jolie a confirmat că este însărcinată cu un copil de la Brad Pitt. Ei au anunțat logodna lor în aprilie 2012, după șapte ani petrecuți împreună, și s-au căsătorit pe 23 august 2014, la reședința lor Château Miraval din Correns, Franța. Jolie a preluat numele lui Pitt după căsătorie. Ca și cuplu, ei sunt numiți "Brangelina" de mass-media de divertisment și fac subiectul presei din întreaga lume.

## Filmografie

### Ca actriță
| Titlu                                      | An   | Rol                           | Note                                |
| ------------------------------------------ | ---- | ----------------------------- | ----------------------------------- |
| Lookin' to Get Out                         | 1982 | Tosh                          | Creditată ca Angelina Jolie Voight  |
| Cyborg 2                                   | 1993 | Casella "Cash" Reese          | Direct-to-video                     |
| Without Evidence                           | 1995 | Jodie Swearingen              |                                     |
| Hackers                                    | 1995 | Kate "Acid Burn" Libby        |                                     |
| Love Is All There Is                       | 1996 | Gina Malacici                 |                                     |
| Mojave Moon                                | 1996 | Eleanor "Elie" Rigby          |                                     |
| Foxfire                                    | 1996 | Margret "Legs" Sadovsky       |                                     |
| True Women                                 | 1997 | Georgia Virginia Lawshe Woods | Pentru televiziune                  |
| George Wallace                             | 1997 | Cornelia Wallace              | Pentru televiziune                  |
| Playing God                                | 1997 | Claire                        |                                     |
| Gia                                        | 1998 | Gia Carangi                   |                                     |
| Hell's Kitchen                             | 1998 | Gloria McNeary                |                                     |
| Playing by Heart                           | 1998 | Joan                          |                                     |
| Pushing Tin                                | 1999 | Mary Bell                     |                                     |
| The Bone Collector                         | 1999 | Amelia Donaghy                |                                     |
| Girl, Interrupted                          | 1999 | Lisa Rowe                     |                                     |
| Gone in 60 Seconds                         | 2000 | Sara "Sway" Wayland           |                                     |
| Lara Croft: Tomb Raider                    | 2001 | Lara Croft                    |                                     |
| Original Sin                               | 2001 | Julia Russell/Bonny Castle    |                                     |
| Life or Something Like It                  | 2002 | Lanie Kerrigan                |                                     |
| Lara Croft Tomb Raider: The Cradle of Life | 2003 | Lara Croft                    |                                     |
| Beyond Borders                             | 2003 | Sarah Jordan                  |                                     |
| Taking Lives                               | 2004 | Illeana Scott                 |                                     |
| Shark Tale                                 | 2004 | Lola                          | Voce                                |
| Sky Captain and the World of Tomorrow      | 2004 | Francesca "Franky" Cook       |                                     |
| Alexander                                  | 2004 | Olympias                      |                                     |
| Mr. & Mrs. Smith                           | 2005 | Jane Smith                    |                                     |
| The Good Shepherd                          | 2006 | Margaret "Clover" Russell     |                                     |
| A Mighty Heart                             | 2007 | Mariane Pearl                 |                                     |
| Beowulf                                    | 2007 | Mama lui Grendel              |                                     |
| Kung Fu Panda                              | 2008 | Master Tigress                | Voce                                |
| Wanted                                     | 2008 | Fox                           |                                     |
| Changeling                                 | 2008 | Christine Collins             |                                     |
| Salt                                       | 2010 | Evelyn Salt                   |                                     |
| The Tourist                                | 2010 | Elise Clifton-Ward            |                                     |
| Kung Fu Panda 2                            | 2011 | Master Tigress                | Voce                                |
| Maleficent                                 | 2014 | Maleficent                    |                                     |
| By the Sea                                 | 2015 | Vanessa                       | De asemenea regizoare și scenaristă |
| Kung Fu Panda 3                            | 2016 | Master Tigress                | Voce                                |
| Maleficent: Suverana Răului                | 2019 | Maleficent                    |                                     |

### Ca regizor
| Titlu                          | An   | Note                                       |
| ------------------------------ | ---- | ------------------------------------------ |
| In the Land of Blood and Honey | 2011 | De asemenea scenaristă și producătoare     |
| Unbroken †                     | 2014 | Post-producție; de asemenea producătoare   |
| By the Sea †                   | 2015 | Filmare; de asemenea scenaristă și actriță |

† - Filme nelansate încă

## Premii și nominalizări
| An   | Premiu                    | Categorie                                                       | Film                           | Rezultat     |
| ---- | ------------------------- | --------------------------------------------------------------- | ------------------------------ | ------------ |
| 1998 | Emmy Award                | Outstanding Supporting Actress – Miniseries or Movie            | George Wallace                 | Nominalizare |
| 1998 | Golden Globe Award        | Best Supporting Actress – Series, Miniseries or Television Film | George Wallace                 | Câștigat     |
| 1998 | Emmy Award                | Outstanding Lead Actress – Miniseries or Movie                  | Gia                            | Nominalizare |
| 1999 | Golden Globe Award        | Best Actress – Miniseries or Television Film                    | Gia                            | Câștigat     |
| 1999 | Screen Actors Guild Award | Outstanding Female Actor – Miniseries or Television Movie       | Gia                            | Câștigat     |
| 2000 | Academy Award             | Best Supporting Actress                                         | Girl, Interrupted              | Câștigat     |
| 2000 | Golden Globe Award        | Best Supporting Actress – Motion Picture                        | Girl, Interrupted              | Câștigat     |
| 2000 | Screen Actors Guild Award | Outstanding Supporting Female Actor                             | Girl, Interrupted              | Câștigat     |
| 2008 | Golden Globe Award        | Best Actress – Motion Picture Drama                             | A Mighty Heart                 | Nominalizare |
| 2008 | Screen Actors Guild Award | Outstanding Leading Female Actor                                | A Mighty Heart                 | Nominalizare |
| 2009 | Academy Award             | Best Actress                                                    | Changeling                     | Nominalizare |
| 2009 | BAFTA Award               | Best Leading Actress                                            | Changeling                     | Nominalizare |
| 2009 | Golden Globe Award        | Best Actress – Motion Picture Drama                             | Changeling                     | Nominalizare |
| 2009 | Screen Actors Guild Award | Outstanding Leading Female Actor                                | Changeling                     | Nominalizare |
| 2011 | Golden Globe Award        | Best Actress – Motion Picture Musical or Comedy                 | The Tourist                    | Nominalizare |
| 2012 | Golden Globe Award        | Best Foreign Film (ca producător)                               | In the Land of Blood and Honey | Nominalizare |